# سوراج سينغ
سوراج سينغ (بالإنجليزية: Suraj Singh)‏ هو لاعب كرة قدم هندي في مركز الدفاع، ولد في 6 ديسمبر 1995 في الهند. لعب مع نادي تشرتشل براذرز.

## وصلات خارجية
- سوراج سينغ على موقع قاعدة بيانات كرة القدم.إي يو (الإنجليزية)
- سوراج سينغ على موقع Soccerway.com (الإنجليزية)